# ステート・ストリート
ステート・ストリート（英語: State Street Corporation）は、大手機関投資家向けグローバルカストディ (AUC/A 約5,400兆円) および資産運用機関 (AUM約540兆円) としては ブラックロックやバンガード・グループと並ぶ世界最大級のアメリカ系金融機関で、現存する銀行としては米国国内で2番目に古い歴史を持つ金融機関。
名称は本社のあるボストンの国際金融市場であった中心街に由来する。大手機関投資家および各国政府との取引が主で、グループとして個人向け業務は展開していない。
配下のステート・ストリート・グローバル・アドバイザーズ(SSGA)社は、上場投資信託（ETF）のSPDR（スパイダー）シリーズを運用しており、S&P500に連動するSPDR S&P 500 Trust ETF  (NYSE Arca: SPY)は純資産残高で世界最大のETFである。

## 沿革
前身のユニオンバンクは外国為替業の繁忙するフランス革命戦争の開戦年である1792年に設立された。初代頭取はモーゼス・ギルだった。両方の意味でのステート・ストリートは、近代を通じてボストンから極東までの綿・絹貿易を主体とする為替業務を担った。ユニオン・バンクはボストン旧家と不動産取引もした。1865年に免許を得て、ナショナル・ユニオン・バンク・オブ・ボストンとなった。1911年にAllan Forbesが財務アシスタントから社長に出世した。アランは以降56年のキャリアで200万ドル未満だった預金総額を1.8億ドルにした。
1924年、ステート・ストリート・トラスト・カンパニー（1891年に免許取得）が米国初のミューチュアル・ファンドのカストディアンに指名された。指名元の投信会社は、エドワード・レフラーのいたマサチューセッツ・インベスターズ・トラスト（MIT）である。1925年、ユニオン・バンク・オブ・ボストンとステート・ストリート・トラスト・カンパニーは合併した。
1950年から1955年まで、アラン・フォーブズが会長を務めた。ステート・ストリートは他行を吸収合併して規模を拡大、1960年に同一の持株会社が支配するグループ企業となった。
1970年代から1980年代までWilliam Edgerly 社長は会社の投資銀行化とグローバル化を推進した。そのころネッド・ジョンソン率いるフィデリティ・インベストメンツとステート・ストリートは提携しており、メリルリンチやMFS Investment Management（旧MIT）、そしてPutnam Investments がステート・ストリートに口座をもっていた。MFS は1982年にケベック州のサン・ライフ・フィナンシャル（アクサ代理人が創設者）に吸収された。パトナムは堅実さが売りであったが、おそらく同じころに株式の買収が進み、やはりケベックのパワー・コーポレーション・オブ・カナダ（PCC）へ下った。PCC はグループ・ブリュッセル・ランバート三大株主の一つである。ステート・ストリートはケベックのフランス資本と関係する。ウィリアム・エジャリーは1992年でリタイアしてから、IBMでの研修を主体としながらOBが新人を鍛えるステート・ストリート協会なる修行場をつくった。
1998年、ミューチュアル・ファンドが保有する口座のカストディ資産は1兆8620億ドルに迫り、ファンド本数は2807に及んだ。
2003年、ステート・ストリートはドイツ銀行の証券部門を15億ドルで買収し取引総額でJPモルガン・チェースを超えた。この年、郵便貯金と簡易保険の資産管理を担うようになった。
2007年、45億ドルでインベスターズ・バンク・アンド・トラストを買収すると発表した。預かり資産は世界2位の14兆1000億ドルとなった。
2009年10月まで、ステート・ストリートはカストディサービスの顧客に対し、外国為替相場の決定方法につき情報ソースとして誤解を招く説明書を提出していた。行為の始まった時期と見られる2006年には、ステート・ストリート銀行東京支店に行政処分が下されている。

## グループ企業

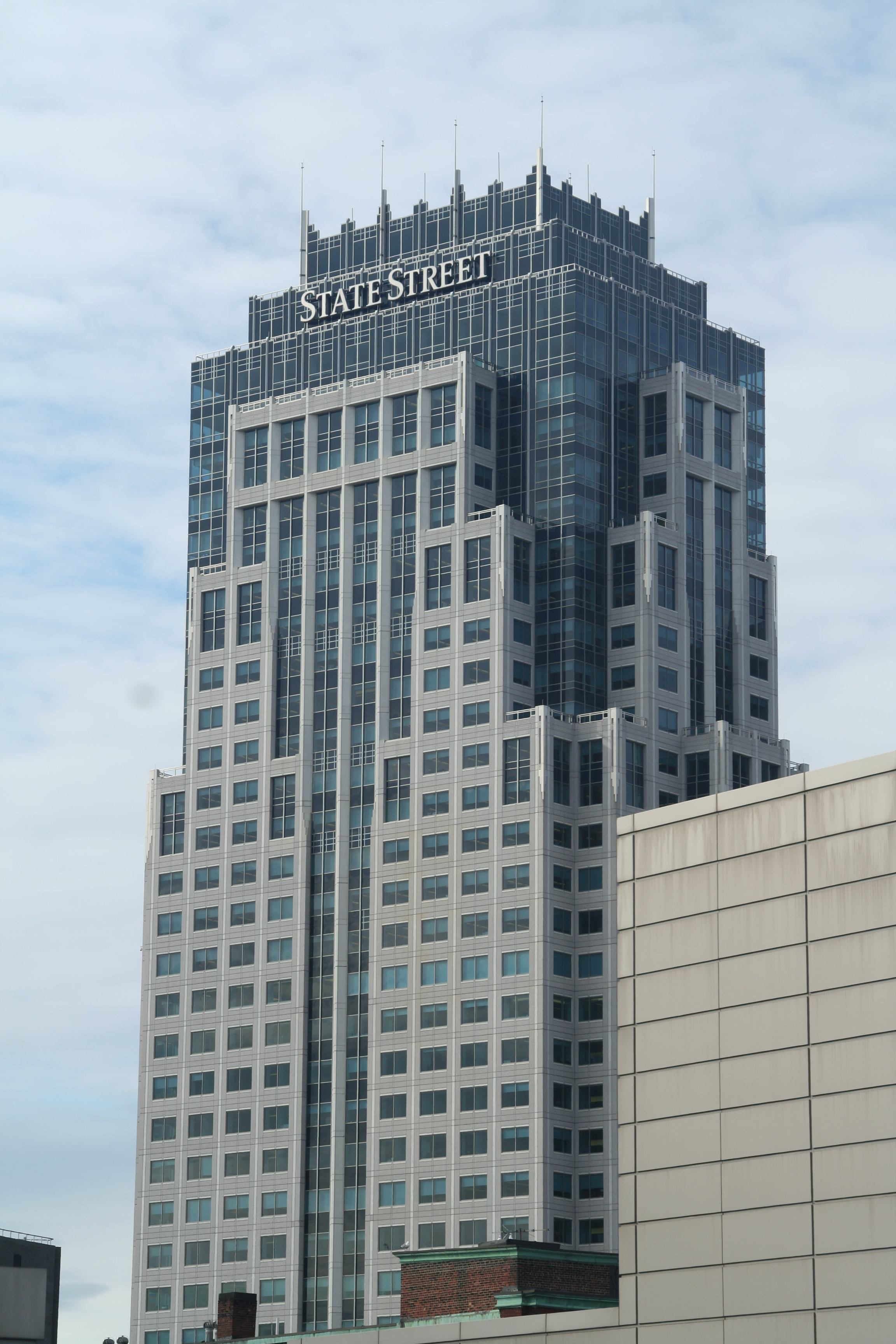
ステート・ストリート本社:マサチューセッツ州ボストン、ワン・リンカーン・ストリート

- ステート・ストリート・バンク・アンド・トラストカンパニー (en)
- ステート・ストリート・グローバル・アドバイザーズ
- ステート・ストリート・バンク・ルクセンブルク・エス・エー
- ステート・ストリート・グローバル・マーケッツ・エルエルシー
- ステート・ストリート・グローバル・アドバイザーズ・インク (en)
- ステート・ストリート信託銀行（信託銀行）
- インベスターズ・トラスト・アンド・バンク

### 日本
- ステート・ストリート・グローバル・アドバイザーズ株式会社
- ステート・ストリート・グローバル・マーケッツ証券株式会社
- ステート・ストリート銀行東京支店
- ステート・ストリート信託銀行株式会社

### 関連団体
- ステート・ストリート財団
- ステート・ストリート協会